# Johan Fellman
Johan Fellman, född 4 september 1781 i Brahestad, död där 4 augusti 1870, var en finländsk affärsman och skeppsredare. 
Fellman drev från 1818 en rörelse i Brahestad tillsammans med brodern Baltzar Fellman (1789–1862). Han donerade dennes kvarlåtenskap som grundplåt till en borgar- och handelsskola i staden och skänkte själv en byggnad för detta ändamål. Skolan, som fortfarande existerar, inledde sin verksamhet 1882 med svenska som undervisningsspråk; 1909 blev den finskspråkig.